# Tonto Dikeh
Tonto Charity Dikeh (Port Harcourt, 9 de junio de 1985) es una actriz y cantante nigeriana. Su carrera en la actuación inició en la década de 2000. Su aparición en la película de 2010 Dirty Secret generó polémica en su país por la inclusión de escenas eróticas. Sin embargo, este hecho afianzó su popularidad en el ambiente cinematográfico de Nollywood. Acto seguido inició una exitosa carrera como cantante publicando su primer sencillo en 2012.

## Filmografía destacada
- Tea or Coffee (2006)
- Pounds and Dollars (2006)
- Missing Rib (2007)
- Final Hour (2007)
- Divine Grace (2007)
- 7 Graves (2007)
- Crisis in Paradise (2007)
- Insecurity (2007)
- Away Match (2007)
- Games Fools Play (2007)
- The Plain Truth (2008)
- Love my Way (2008)
- Before the Fall (2008)
- Total Love (2008)
- Strength to Strength (2008)
- Missing Child (2009)
- Native Son (2009)
- Dangerous Beauty (2009)
- My Fantasy (2010)
- Zara
- Dirty Secret (2010)
- Last Mission
- Blackberry Babes Re-loaded (2012)
- Secret Mission
- Rush Hour
- Fatal Mistake
- Family Disgrace
- Miss Maradonna
- Mortal Desire
- Criminal Widow 1
- Criminal Widow 2 (2013)
- Then Terror of a Widow 1 (2013)
- Then Terror of a Widow 2 (2013)
- Battle of the Queens (2014)
- Throne of War (2014)

## Discografía
| Título                         | Año  | Ref   |
| ------------------------------ | ---- | ----- |
| "Hi"                           | 2012 | [ 4 ] |
| "Itz Ova"                      | 2012 | [ 4 ] |
| "Crazically Fit" (con Terry G) | 2012 | [ 5 ] |
| "Jeje"                         | 2013 | [ 6 ] |
| "Sheba" (con Solid Star)       | 2013 | [ 7 ] |
| "Ekebe"                        | 2014 | [ 8 ] |
| "Sugar Rush" (con D'banj)      | 2015 | [ 9 ] |